# 2n Front d'Ucraïna
El 2n Front d'Ucraïna (rus: 2-й Украинский фронт; ucraïnès: Другий Український фронт) també anomenat 2n Front Ucraïnès era un Front de l'Exèrcit Roig durant la Segona Guerra Mundial. Aquesta formació era equivalent a un Grup d'exèrcits occidental.

## Història
El 2n Front Ucraïnès va ser creat el 20 d'octubre de 1943, després que la Stavka hagués ordenat el 16 d'octubre el canvi de nom del Front de l'Estepa.
Entre octubre i desembre de 1943, les tropes del Front van portar a terme l'operació Piatihatskuiu, dins de l'ofensiva del Baix Dnièper, conquerint la riba dreta del riu a la zona de Krementxug, arribant el 20 de desembre a la rodalia de Kirovohrad.
Durant l'ofensiva que l'Exèrcit Roig realitzà a Ucraïna durant l'hivern de 1944, les tropes del front van portar a terme un assalt sobre la ciutat i, a continuació, juntament amb el 1r Front Ucraïnès, van llançar l'ofensiva Korsun–Xevtxenkovski, destruint 10 divisions enemigues. A la primavera de 1944 van llançar l'Operació d'Uman-Botoxanskii, derrotant el 8è Exèrcit alemany i el 1r Exèrcit Panzer. Juntament amb les tropes del 1r Front Ucraïnès van tallar la línia defensiva del Grup d'Exèrcits Sud alemany, alliberant gran part de la Ucraïna occidental i Moldàvia, penetrant a Romania.
L'agost de 1944 va participar en l'ofensiva de Iaşi–Chişinău, que en darrera instància va fer que Romania abandonés l'Eix. Sense aturar el ràpid avanç, al setembre i lluitant amb les tropes romaneses (ara aliades soviètiques), van llançar l'operació Aradskoi-Bucarest, conquerint pràcticament tota Romania i causant greus danys a les tropes de l'Eix. A l'octubre, van combatre a Debrecen, derrotant les tropes del Grup d'Exèrcits Sud i ocupant una posició d'avantatge per llançar-se sobre Budapest. A continuació, juntament amb part de les tropes del 3r Front Ucraïnès i de la Flotilla del Danubi van llançar l'operació estratègica de Budapest, una de les operacions més sagnants de tota la guerra. Un cop conquerida la ciutat, van preparar-se per atacar Viena.
Entre març i abril de 1945 participà juntament amb el 3r Exèrcit Ucraïnès en l'ofensiva de Viena, havent completat la conquesta d'Hongria, així com d'una gran part de Txecoslovàquia i l'Àustria oriental. Al maig participà en l'ofensiva de Praga, durant la qual completà la derrota de les forces alemanyes. El 10 de maig, la seva ala esquerra es trobà amb les tropes estatunidenques a Pisek i České Budějovice.
El 10 de juny el 2n Front d'Ucraïna va ser dissolt per la directiva de la Stavka de 29 de maig; i les seves tropes quedar subordinades al Districte Militar d'Odessa.

## Comandants
- Mariscal Ivan Koniev (octubre de 1943 – maig de 1944)
- Mariscal Rodion Malinovski (maig de 1944 – maig de 1945)

Caps d'Estat Major
- Tinent general I. Susaikov (octubre de 1943 – març de 1945)
- Tinent general Aleksandr Tevtxenkov (març de 1945 – maig de 1945)

Cap de Personal
- Coronel general Matvei Zakhàrov (octubre de 1943 – maig de 1945)

## Exèrcits
Entre els exèrcits que van formar part del 2n Front Ucraïnès s'incloïen:
- 4t Exèrcit de la Guàrdia
- 5è Exèrcit de la Guàrdia
- 7è Exèrcit de la Guàrdia
- 32è Exèrcit
- 52è Exèrcit
- 53è Exèrcit
- 57è Exèrcit
- 5è Exèrcit Cuirassat
- 5è Exèrcit Aeri
- 9è Exèrcit de la Guàrdia
- 27è Exèrcit
- 49è Exèrcit
- 46è Exèrcit
- 6è Exèrcit de la Guàrdia
- 2n Exèrcit Cuirassat
- Grup de Cavalleria Mecanitzada
- 1r Exèrcit romanès
- 4t Exèrcit romanès
- Flotilla del Danubi